# Sam Mills
Samuel Davis Mills Jr. (Neptune City, Nueva Jersey, 3 de junio de 1959-Charlotte, Carolina del Norte, 18 de abril de 2005), más conocido como Sam Mills, fue un jugador profesional estadounidense de fútbol americano que se desempeñó en la posición de linebacker en la National Football League (NFL). Es miembro del Salón de la Fama del Fútbol Americano Profesional.

## Carrera
Mills jugó como profesional tres temporadas en Baltimore Stars (1983-1985), después pasó a New Orleans Saints (1986-1994), luego a Carolina Panthers, donde jugó tres temporadas (1995-1997), y fue el equipo en el que se retiró.

## Reconocimiento
En 2022, ingresó como miembro al Salón de la Fama del Fútbol Americano Profesional.